# 北栄造
北 栄造（きた えいぞう、1901年5月15日 - 1970年10月19日）は、公選第3代福井県知事（在任期間は1959年4月23日～1967年4月22日、2期8年）。内務省官僚。高度経済成長期の知事として、農業県である福井県を観光・工業県へ転換させることを公約した。その功績を称え、県庁裏手の足羽山中腹には記念碑が建てられている。

## 経歴
- 1947年3月 - 福井県副知事就任
- 1951年3月 - 福井県副知事を退任
- 1951年4月 - 福井県知事選挙に落選（初代小幡治和知事に敗れる）
- 1955年4月 - 福井県知事選挙に落選（第2代羽根盛一知事に敗れる）
- 1959年4月 - 福井県知事選挙に初当選
- 1963年4月 - 福井県知事選挙に当選（2期）
- 1967年4月22日 - 福井県知事を退任
- 1970年10月19日- 69歲死去